# Тенкилер (Оклахома)
Тенкилер (енгл. Tenkiller) насељено је место без административног статуса у америчкој савезној држави Оклахома.

## Демографија
По попису из 2010. године број становника је 633, што је 84 (15,3%) становника више него 2000. године.
| Група             | 2000.       | 2010.       |
| Белци             | 268 (48,8%) | 286 (45,2%) |
| Афроамериканци    | 10 (1,8%)   | 4 (0,6%)    |
| Азијати           | 0 (0,0%)    | 0 (0,0%)    |
| Хиспаноамериканци | 6 (1,1%)    | 30 (4,7%)   |
| Укупно            | 549         | 633         |